# Piccolo Paradiso
Il Piccolo Paradiso (Petit Paradis in francese) (3.923 m s.l.m. ) è una montagna del Massiccio del Gran Paradiso, che si trova subito a nord del Gran Paradiso, lungo lo spartiacque tra la Val di Cogne e la Valsavarenche.

## Caratteristiche
È formata da tre punte principali:
- Punta Vaccarone o Punta Settentrionale (3.868 m)
- Punta Farrar o Punta Centrale (3.921 m)
- Punta Frassy o Punta Settentrionale (3.923 m).

Sulla cresta sommitale vi sono altri importanti rilievi.

## Accesso alla vetta
La vetta è raggiungibile a partire dai rifugi:
- Rifugio Vittorio Emanuele II - 2.732 m
- Rifugio Federico Chabod - 2.750 m

La difficoltà di accesso alla Punta Frassy è PD-.

## Galleria d'immagini

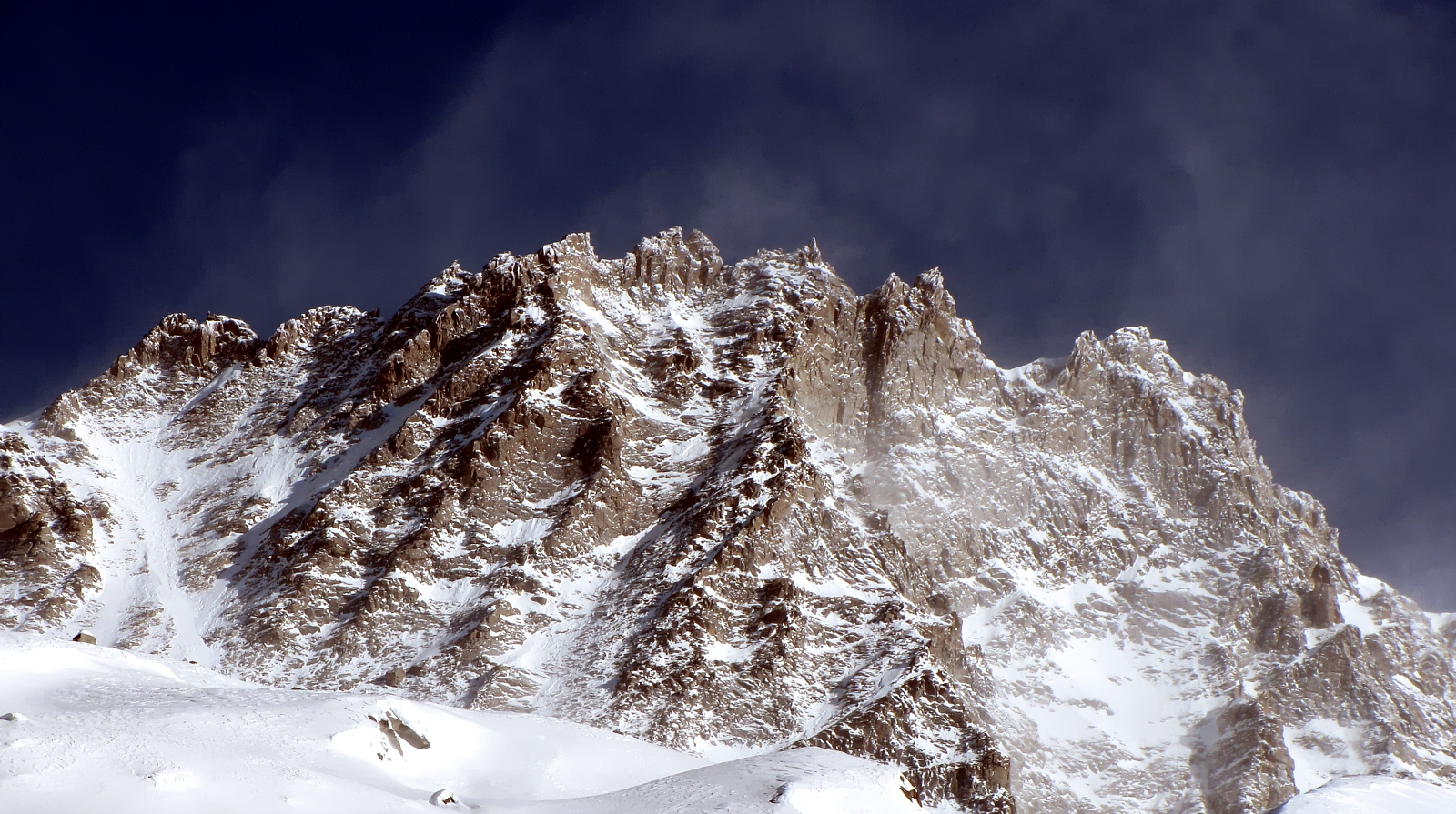
Il versante ovest del Piccolo Paradiso